# وونوزوبو
وونوزوبو (جاوه‌ای: ꦮꦤꦱꦧ) شهری در استان جاوه مرکزی کشور اندونزی است. جمعیت این شهر بر اساس سرشماری سال ۱۹۹۰ میلادی، ۴۲٫۶۱۵ نفر و بر اساس سرشماری سال ۲۰۰۰ میلادی، ۷۲٫۷۸۵ بوده که در سال ۲۰۰۷ میلادی به ۱۰۲٫۶۲۰ نفر افزایش یافته‌است.